# Sentier de grande randonnée de pays Tour de la Margeride
Le sentier de grande randonnée de pays Tour de la Margeride ou GRP Tour de la Margeride est un itinéraire de randonnée de pays situé en France, au sein du Massif central, dans la région de la Margeride. Il traverse principalement le département de la Lozère, mais également celui de l'Ardèche.

## Tracé
- La Bastide-Puylaurent
- Le Thort
- La Molette
- Prévenchères
- Larzalier
- Laubert
- Lac de Charpal
- Vitrollettes
- Vitrolles
- Rieutort-de-Randon
- Javols
- Le Cheylaret
- Les Estrets
- Chabanes Planes
- Saint-Alban-sur-Limagnole
- Le Rouget
- La Roche
- Sainte-Eulalie
- Combes
- Le Chayla d'Ance
- Grandrieu
- La Fage
- L'Herm
- Auroux
- Briges
- Fontanes
- Naussac
- Langogne
- Saint-Flour-de-Mercoire
- Fouzillac
- Cheylard-l'Évêque
- Étang de l'Auradou
- Luc
- Pranlac
- Laveyrune